# Morristown (Indiana)
Morristown es un pueblo ubicado en el condado de Shelby en el estado estadounidense de Indiana. En el Censo de 2010 tenía una población de 1218 habitantes y una densidad poblacional de 198,76 personas por km².

## Geografía
Morristown se encuentra ubicado en las coordenadas 39°40′22″N 85°42′8″O / 39.67278, -85.70222. Según la Oficina del Censo de los Estados Unidos, Morristown tiene una superficie total de 6.13 km², de la cual 6.08 km² corresponden a tierra firme y (0.76%) 0.05 km² es agua.

## Demografía
Según el censo de 2010, había 1218 personas residiendo en Morristown. La densidad de población era de 198,76 hab./km². De los 1218 habitantes, Morristown estaba compuesto por el 98.6% blancos, el 0.08% eran afroamericanos, el 0.66% eran amerindios, el 0.08% eran asiáticos, el 0% eran isleños del Pacífico, el 0% eran de otras razas y el 0.57% pertenecían a dos o más razas. Del total de la población el 1.31% eran hispanos o latinos de cualquier raza.